# Brita Nordenfelt
Hedda Brita Nordenfelt, född 18 oktober 1908 i Engelbrekts församling, Stockholm, död där 8 juli 1973, var en svensk målare.
Nordenfelt studerade vid Akademie der Bildenden Künste München 1931 och för Fernand Léger i Paris 1934 samt vid Konsthögskolan i Stockholm 1939–1942 och under upprepade studieresor till England, Frankrike, Italien och Spanien. Separat ställde hon ut på Svensk-franska konstgalleriet 1944  och på Gummesons konsthall  i Stockholm 1953. Tillsammans med Margit Ljung och Brittmari Jacobson ställde hon ut i Södertälje 1956 och hon medverkade i ett stort antal samlingsutställningar. Nordenfelt är representerad med oljemålningen Flicka med röd väst vid Moderna museet i Stockholm.
Hon var dotter till civilingenjören Per Nordenfelt och grevinnan Elsa Eleonora von Hermansson och från 1954 gift med författaren Uno Eng. Makarna Eng är begravda på Norra begravningsplatsen utanför Stockholm.